# Molophilus (Molophilus) nannopterus
Molophilus (Molophilus) nannopterus is een tweevleugelige uit de familie steltmuggen (Limoniidae). De soort komt voor in het Afrotropisch gebied.